# السامیتروسین
السامیتروسین (به انگلیسی: Elsamitrucin) (السامیسین A) دارویی است که در شیمی درمانی استفاده می‌شود. السامیتروسین از نظر شیمیایی به chartreusin شباهت دارد.